# Mathías Rolero
Mathías Gastón Rolero Amaral (Montevideo, 10 settembre 1988) è un ex calciatore uruguaiano, di ruolo portiere.

## Caratteristiche tecniche
Ottimo nel posizionamento fra i pali, è molto abile nel bloccare la palla e nelle uscite basse; si destreggia bene anche nella parata sia in tuffo che in uscita alta.

## Carriera

### Club
Mathías Rolero inizia la sua carriera da calciatore professionista nel 2004 quando viene acquistato dal Basáñez dove, in quattro anni, compie tutta la trafila fino al 2008, anno in cui viene acquistato dal Cerro.
Dopo un anno trascorso nelle giovanili, Mathías compie il suo debutto da calciatore professionista avvenuto il 23 agosto in occasione del match di campionato con il Rampla Juniors. Rimedia la sua prima ammonizione in carriera il 27 settembre, durante la partita giocata con il Central Español. Il 27 novembre rimedia, a suo malgrado, la prima espulsione in carriera durante il match di campionato con il Bella Vista.

### Nazionale
Nel 2005 riceve la convocazione da Gustavo Ferrín, all'epoca CT dell'Albiceleste Under-15, per disputare il campionato mondiale, ma durante il torneo non giocherà nessuna partita.